# 羅曼律師
是一部由丹·吉尔罗伊执导兼編劇的2017年剧情犯罪片，主演包括丹泽尔·华盛顿 、柯林·法洛 、卡门·艾乔戈與雪莱·亨尼格等人。
该片讲述了一名律师的长期合作搭档去世后，他自己接手一桩新案件，他的人生轨迹亦因此发生翻天覆地的变化。该片于2017年9月10日在多伦多电影节上映，同年11月17日在美国上映。

## 演员
- 丹泽尔·华盛顿 饰 罗曼·J·伊瑟尔
- 柯林·法洛 饰 乔治·皮尔斯
- 卡门·艾乔戈（英语：Carmen Ejogo） 饰 玛雅·奥尔斯顿
- 德隆·荷頓（DeRon Horton） 饰 德瑞爾·艾勒畢
- 阿曼达·沃伦（英语：Amari Cheatom） 饰 琳恩·杰克逊
- 纳齐恩·康特拉科特（英语：Nazneen Contractor） 饰 梅丽娜
- 雪莱·亨尼格（英语：Shelley Hennig） 饰 奥丽维亚·里德
- 喬瑟夫·大衛-瓊斯 饰 馬克斯·瓊斯
- 安德鲁·T·李 饰 詹姆斯·李

## 榮譽
| 时间 | 颁奖方               | 奖项                    | 获奖/提名方   | 结果 |
| ---- | -------------------- | ----------------------- | ------------- | ---- |
| 2018 | 第75届金球奖         | 电影类 剧情类最佳男主角 | 丹泽尔·华盛顿 | 提名 |
| 2018 | 第24届美国演员工会奖 | 电影类 最佳男主角       | 丹泽尔·华盛顿 | 提名 |
| 2018 | 第90届奥斯卡金像奖   | 最佳男主角              | 丹泽尔·华盛顿 | 提名 |